# Hagens Berman Axeon
A Hagens Berman Axeon (código UCI: HBA), é uma equipa ciclista profissional estadounidense de categoria Profissional Continental. O proprietário é Axel Merckx, ex-ciclista e filho de Eddy Merckx, quem anteriormente tinha sido o manager geral.

## História
A equipa iniciou-se desde 2009 com o nome Trek-Livestrong U23, a esquadra funcionou como equipa filial do Team RadioShack, de categoria UCI ProTeam e dirigido por Johan Bruyneel e Lance Armstrong, estando patrocinado por Livestrong, marca auspiciada pela Nike e pelo próprio Armstrong para a luta contra o cancro e pela Trek, fabricante de bicicletas.
Depois da fusão do RadioShack com o Leopard Trek em 2012, deixou de ser o filial e continuou baixo a denominação Bontrager Livestrong e prosseguindo com o objectivo de formar ciclistas sub-23.
Depois do escândalo de dopagem de Armstrong, a formação de Merckx separou-se do ex ciclista e Livestrong deixou de ser patrocinador.
A equipa tem tido vários ciclistas sub-23, de acordo com seu objectivo de servir como viveiro de jovens promessas. Entre os ciclistas que têm passado por suas filas destaca Taylor Phinney.
Na temporada 2018 a equipa sobe de categoria UCI e passa a Continental Profissional (2° divisão) podendo participar mediante convite nas Grandes Voltas.

## Classificações UCI
A partir de 2005 a UCI instaurou os Circuitos Continentais UCI. Registado no UCI America Tour a equipa participa de outros circuitos estando nas classificações do UCI Europe Tour Ranking, UCI Oceania Tour Ranking e claro está, o UCI America Tour Ranking. As classificações da equipa e da sua ciclista mais destacado são as seguintes:

## Elencos

### 2019
| Integrantes da equipe 2019               | Integrantes da equipe 2019 | Integrantes da equipe 2019           | Integrantes da equipe 2019 |
| Ciclista                                 | Data de nascimento         | Equipe anterior                      |                            |
| ---------------------------------------- | -------------------------- | ------------------------------------ | -------------------------- |
| João Almeida                             | 5 agosto 1998              | Unieuro Trevigiani-Hemus 1896 (2017) |                            |
| Edward Anderson                          | 18 abril 1998              |                                      |                            |
| Mikkel Bjerg                             | 3 novembro 1998            | Giant-Castelli (2017)                |                            |
| Jonathan Brown                           | 20 abril 1997              |                                      |                            |
| André Carvalho                           | 31 outubro 1997            | Liberty Seguros-Carglass (2018)      |                            |
| Cole Davis                               | 11 junho 1999              |                                      |                            |
| Jakob Egholm                             | 27 abril 1998              | Waoo (2018)                          |                            |
| Liam Holowesko                           | 1 setembro 2000            | Hot Tubes Cycling (2018)             |                            |
| Zeke Mostov                              | 30 julho 1996              | Aevolo (2017)                        |                            |
| Sean Quinn                               | 10 maio 2000               |                                      |                            |
| Thomas Revard                            | 20 outubro 1997            |                                      |                            |
| Karel Vacek                              | 9 setembro 2000            | Team F.lli Giorgi ASD (2018)         |                            |
| Kevin Vermaerke                          | 16 outubro 2000            |                                      |                            |
| Maikel Zijlaard                          | 1 junho 1999               | RWC Ahoy (2017)                      |                            |
|                                          |                            |                                      |                            |
| Fontes: ProCyclingStats Cycling Quotient |                            |                                      |                            |